# Маринский, Иван Антонович
Иван Антонович Маринский (1912 — 14 мая 1992) — гвардии старший сержант Рабоче-крестьянской Красной Армии, участник Великой Отечественной войны, Герой Советского Союза (1945).

## Биография
Иван Маринский родился 29 июля 1912 года в селе Аджамка (ныне — Кропивницкий район Кировоградской области Украины). После окончания начальной школы и курсов трактористов работал в колхозе. В 1944 году Маринский был призван на службу в Рабоче-крестьянскую Красную Армию. С июля того же года — на фронтах Великой Отечественной войны.
К апрелю 1945 года гвардии старший сержант Иван Маринский командовал отделением 356-го гвардейского стрелкового полка 107-й гвардейской стрелковой дивизии 9-й гвардейской армии 3-го Украинского фронта. Отличился во время штурма Вены. 9 апреля 1945 года в бою за Имперский мост через Дунай Маринский лично уничтожил подрывника и перерезал уже подожжённый подрывной шнур. В составе своего взвода он отразил три немецких контратаки, сам был ранен, но продолжал сражаться.
Указом Президиума Верховного Совета СССР от 29 июня 1945 года гвардии старший сержант Иван Маринский был удостоен высокого звания Героя Советского Союза с вручением ордена Ленина и медали «Золотая Звезда».
После окончания войны Маринский был демобилизован. Вернулся на родину, работал в колхозе. В 1953 году Маринский окончил школу специалистов сельского хозяйства.
Был также награждён рядом медалей.

## Награды
- Герой Советского Союза (29.06.1945, медаль «Золотая Звезда» № 8068)[2];
- Орден Ленина (29.06.1945)[2];
- Орден Отечественной войны I степени (06.04.1985)[3];
- Две медали «За отвагу» (20.07.1944[4], 03.04.1945[5]);
- Медаль «За победу над Германией в Великой Отечественной войне 1941—1945 гг.»;
- Медаль «За взятие Вены».